# Coppa Italia de 1922
A Copa da Itália de Futebol de 1922 foi a primeira edição desta competição, um torneio nacional de futebol masculino organizado pela Federação Italiana de Futebol (FIGC) e pelos Comitês Regionais, que ocorreu na Itália. O campeonato começou a ser disputado em 2 de abril e terminou em 16 de julho de 1922.
O Vado, um time de uma cidade da Ligúria, vizinhanças de Gênova, venceu a primeira edição do torneio ao bater na grande final a favoritíssima ao título, a Udinese, com um gol de Levratto aos 13 minutos do segundo tempo da prorrogação.

## Fase preliminar

### Primeiro turno
Depois de um sorteio, ficou decidido que Libertas, Pro Livorno e Treviso avançariam automaticamente pra segunda rodada das preliminares. As equipes restantes, disputaram a primeira rodada eliminatória em 2 de abril de 1922.
| 2 de abril de 1922 | Audace Livorno | 0 – 2 | Molassana |  |  |
|                    |                |       |           |  |  |

| 2 de abril de 1922 | Casalecchio | 0 – 2 | Carpi |  |  |
|                    |             |       |       |  |  |

| 2 de abril de 1922 | Crema | 4 – 1 | Codogno |  |  |
|                    |       |       |         |  |  |

| 2 de abril de 1922 | Fanfulla | 2 – 1 | Libertas Milano |  |  |
|                    |          |       |                 |  |  |

| 2 de abril de 1922 | Forti e Liberti Forlì | 3 – 0 | Mantovana |  |  |
|                    |                       |       |           |  |  |

| 2 de abril de 1922 | Juventus Italia | 2 – 0 | Enotria Genova |  |  |
|                    |                 |       |                |  |  |

| 2 de abril de 1922 | Lucchese | 9 – 0 | CS Firenze |  |  |
|                    |          |       |            |  |  |

| 2 de abril de 1922 | Novese | 6 – 0 | Aeronautica Torino |  |  |
|                    |        |       |                    |  |  |

| 2 de abril de 1922 | Rivarolese | 2 – 0 | Sestrese |  |  |
|                    |            |       |          |  |  |

| 2 de abril de 1922 | Spes Genova | 0 – 1 | Speranza Savona |  |  |
|                    |             |       |                 |  |  |

| 2 de abril de 1922 | Trevigliese | 0 – 1 (pro.) | Saronno |  |  |
|                    |             |              |         |  |  |

| 2 de abril de 1922 | Triestina | 4 – 2 | Edera Triestina |  |  |
|                    |           |       |                 |  |  |

| 2 de abril de 1922 | Udinese | 4 – 0 | Feltrese |  |  |
|                    |         |       |          |  |  |

| 2 de abril de 1922 | Vado | 4 – 3 (pro.) | Fiorente |  |  |
|                    |      |              |          |  |  |

| 2 de abril de 1922 | Valenzana | 2 – 1 | Pastore Torino |  |  |
|                    |           |       |                |  |  |

| 2 de abril de 1922 | Vercellese | 0 – 1 | US Torinese |  |  |
|                    |            |       |             |  |  |

| 2 de abril de 1922 | Virtus Bologna | 1 – 0 | Parma |  |  |
|                    |                |       |       |  |  |

### Segundo turno
O segundo turno preliminar foi disputado em 9 de abril de 1922. Libertas e Pro Livornoavançaram automaticamente pra terceira rodada das preliminares depois de um sorteio.
| 9 de abril de 1922 | Crema | 1 – 2 | Speranza Savona |  |  |
|                    |       |       |                 |  |  |

| 9 de abril de 1922 | Fanfulla | 1 – 4 | Novese |  |  |
|                    |          |       |        |  |  |

| 9 de abril de 1922 | Forti e Liberti Forlì | 4 – 0 | Treviso |  |  |
|                    |                       |       |         |  |  |

| 9 de abril de 1922 | Juventus Italia | 3 – 0 | US Torinese |  |  |
|                    |                 |       |             |  |  |

| 9 de abril de 1922 | Lucchese | 5 – 0 | Rivarolese |  |  |
|                    |          |       |            |  |  |

| 9 de abril de 1922 | Triestina | 0 – 3 | Udinese |  |  |
|                    |           |       |         |  |  |

| 9 de abril de 1922 | Vado | 5 – 1 | Molassana |  |  |
|                    |      |       |           |  |  |

| 9 de abril de 1922 | Valenzana | 1 – 0 | Saronno |  |  |
|                    |           |       |         |  |  |

| 9 de abril de 1922 | Virtus Bologna | 1 – 0 | Carpi |  |  |
|                    |                |       |       |  |  |

### Terceiro turno
O Edera Trieste foi readmitido nessa etapa, depois de uma eliminação no primeiro turno. Os jogos da última rodada das preliminares foram realizados em 23 de abril de 1922. Libertas, Novese, Pro Livorno e Speranza avançaram pras quartas de final por sorteio.
| 23 de abril de 1922 | Edera Triestina | 0 – 3 | Udinese |  |  |
|                     |                 |       |         |  |  |

| 23 de abril de 1922 | Lucchese | 4 – 0 | Virtus Bologna |  |  |
|                     |          |       |                |  |  |

| 23 de abril de 1922 | Vado | 2 – 0 | Juventus Italia |  |  |
|                     |      |       |                 |  |  |

| 23 de abril de 1922 | Valenzana | 3 – 0 | Forti e Liberti Forlì |  |  |
|                     |           |       |                       |  |  |

## Fase final

### Quartas de final
As quartas de final foram disputadas no dia 18 de junho de 1922.
| 18 de junho de 1922 | Libertas Firenze | 2 – 0 | Valenzana |  |  |
|                     |                  |       |           |  |  |

| 18 de junho de 1922 | Novese | 0 – 2 | Udinese |  |  |
|                     |        |       |         |  |  |

| 18 de junho de 1922 | Speranza Savona | 1 – 2 | Lucchese |  |  |
|                     |                 |       |          |  |  |

| 18 de junho de 1922 | Pro Livorno | 0 – 1 | Vado |  |  |
|                     |             |       |      |  |  |

### Semifinal
As semifinais foram realizadas em 25 de junho e 9 de julho de 1922. Devido a um erro técnico na disputa por pênaltis, a semifinal entre Udinese e Lucchese foi realizada duas vezes (a primeira partida realizada em 25 de junho de 1922 foi anulada depois de um placar de 4–3 na prorrogação).
| 25 de junho de 1922 | Vado | 1 – 0 (pro.) | Libertas Firenze |  |  |
|                     |      |              |                  |  |  |

| 9 de julho de 1922 | Udinese | 1 – 0 | Lucchese |  |  |
|                    |         |       |          |  |  |

### Final
A grande final da primeira edição da Copa da Itália de Futebol foi disputada em Vado Ligure no dia 16 de julho de 1922.< A entrega oficial da taça aconteceu alguns meses após a final, exatamente em 17 de setembro de 1922, na presença de autoridades civis e militares, além do presidente da FIGC Lombardi. O troféu da conquista foi destruído durante o fascismo. Uma cópia fiel do original foi entregue pela FIGC ao Vado em 2 de abril de 1992 no septuagésimo aniversário da vitória.
| 16 de julho de 1922 | Vado          | 1 – 0 (pro.) | Udinese | Vado Ligure, Itália                              |  |
|                     | Levratto 118' | Relatório    |         | Estádio: Campo di Leo Árbitro: Luigi Pasquinelli |  |

## Premiações
| Copa da Itália de 1922   |
| ------------------------ |
| Vado Campeão (1º título) |